# (347) Париана
(347) Париана (лат. Pariana) — астероид главного пояса, который принадлежит к спектральному классу M. Он был открыт 25 ноября 1892 года французским астрономом Огюстом Шарлуа в обсерватории Ниццы.

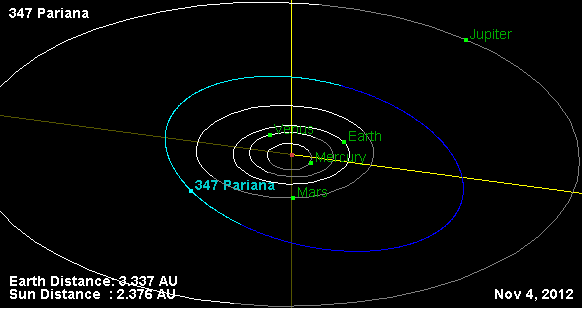
Орбита астероида Париана и его положение в Солнечной системе